# Ad Petri cathedram
Ad Petri Cathedram est la première encyclique donnée par le pape Jean XXIII le 29 juin 1959. Elle fut promulguée après huit mois de pontificat et traite de sujets tels que la vérité, la paix et  l'unité. Elle ne fut pas un document de taille ni une exposition doctrinale, mais elle se présentait plutôt comme un témoignage face aux sujets d'inquiétude du monde contemporain.